# Sandkiefernwälder in der östlichen Untermainebene
Sandkiefernwälder in der östlichen Untermainebene este o arie protejată (arie de protecție specială avifaunistică — SPA) din Germania întinsă pe o suprafață de 5.900,59 ha, integral pe uscat.

## Localizare
Centrul sitului Sandkiefernwälder in der östlichen Untermainebene este situat la coordonatele 49°59′52″N 8°56′36″E / 49.9978°N 8.9433°E.

## Înființare
Situl Sandkiefernwälder in der östlichen Untermainebene a fost declarat arie de protecție specială avifaunistică în noiembrie 2004 pentru a proteja 22 de specii de animale.

## Biodiversitate
Situată în ecoregiunea continentală, aria protejată nu include niciun habitat protejat.
La baza desemnării sitului se află mai multe specii protejate de  păsări (22): pescăruș albastru (Alcedo atthis), fâsă de pădure (Anthus trivialis), Ardea cinerea cinerea, caprimulg (Caprimulgus europaeus), Charadrius dubius curonicus, porumbel de scorbură (Columba oenas), ciocănitoarea de stejar (Dendrocopos medius), ciocănitoare pestriță mică (Dendrocopos minor), ciocănitoare neagră (Dryocopus martius), șoimul rândunelelor (Falco subbuteo), capîntortură (Jynx torquilla), sfrâncioc roșiatic (Lanius collurio), ciocârlie de pădure (Lullula arborea), gaia neagră (Milvus migrans), gaia roșie (Milvus milvus), grangur (Oriolus oriolus), codroșul de pădure (Phoenicurus phoenicurus), pitulice sfârâitoare (Phylloscopus sibilatrix), ciocănitoare verzuie (Picus canus), lăstun de mal (Riparia riparia), mărăcinar negru (Saxicola torquatus), Tachybaptus ruficollis ruficollis.
Pe lângă speciile protejate, pe teritoriul sitului au mai fost identificate 2 specii de păsări.